# Тудхалия II
Тудхалия II (хет. Тутхалияс, в литературе Тудхалия I/II) — царь Хеттского царства, правил приблизительно в 1460 — 1440 годах до н. э. Предок Суппилулиумы I, о котором в хеттском тексте говорится, что он вознёс себя на престол царствования. Взошёл на трон, убив своего предшественника царя Муваталли I.
Тутхалия II вернул под власть хеттов государства юго-запада Малой Азии: Арцаву, Масу (греч. Мизия), Лукку (греч. Ликия). С государством Вилуса (греч.: Илион) поддерживал дружеские отношения. Против государства «городов Мира и Кувалия» построил укрепления.
На северной границе своей державы Тутхалияс II неоднократно воевал с племенами каска и нанес им ряд тяжелых поражений.
На юго-востоке Тутхалияс II подчинил власти хеттов государство Киццувадна и вывел из под власти Египта государства Йамхад (столица Халап) и Мукиш (столица Алалах). Когда же царь Йамхада вошел в соглашение с царем Митанни, Тутхалияс выступил на Сирию и разгромил враждебную коалицию в составе государств Митанни, Йамхад, Ассува, Мукиш. В ходе этой войны хеттский царь разрушил города Халап, Ассува, Алалах и завоевал северную Сирию. Жену Тутхалияса II звали Никал-мати.
Известен артефакт, открытый в 1991 в районе древней столицы хеттов Хаттусы, ныне Турция, - бронзовый посвятительный меч. Надпись в аккадском была выполнена клинописными знаками и гласила: «i-nu-ma ‘«Du-ut-ha-li-ya LUGAL.GAL KUR URU A-as-su-wa u-hal-liq GIRHI.A an-nu-tim a-na DIskur be-li-su u-se-li». Перевод: «Дутхалия, великий царь, разорил страну Ассува и посвятил эти мечи богу бури, своему господину».
В документах упоминается 12-й год царствования царя Тутхалии II.
Гипотеза некоторых исследователей о том, что Тутхалии II является основателем новой династии хурритского происхождения, опровергается документами, в которых позднехеттские цари называют себя прямыми потомками царя Хаттусилиса I, правителя Куссара.
Основными источниками о его жизни являются «Анналы Тутхалии II», а также международные договоры и анналы позднехеттских царей.